# Sebastiaan Grosscurt
 Sebastiaan Grosscurt (Aalsmeer, 1997)  is een Nederlands journalist en onderzoeker.
Na het VWO aan het Herbert Vissers College in Nieuw-Vennep studeerde Grosscurt in Leiden Duurzaamheid. Daarna sloot hij in 2022 zijn studie Bos- en Natuurbeheer af aan de Universiteit van Wageningen met de specialisatie Dierecologie.
Grosscurt richt zich als journalist en onderzoeker op natuur, landschap en duurzaamheid. Zo schrijft hij over biodiversiteit, landbouw en klimaatverandering. Zijn achtergrond in ecologie en duurzaamheid combineert hij met data-analyses.
Zijn artikelen verschenen in NU.nl, AD, De Groene Amsterdammer, De Morgen, Investico, Brabants Dagblad, BN DeStem, Eindhovens Dagblad en het NRC. Sinds 2021 werkt Grosscurt op de redactie Duurzaamheid en Natuur van het dagblad Trouw. 
Als vrijwilliger is hij natuurgids bij de Waddenvereniging.

## Erkenning
Met de journalisten Felix Voogt en Marieke Rotman won hij met Investico De Tegel 2023 in de categorie CBS Data met hun publicatie over onterechte registratie van overheidsgrond door boeren.  Samen met de onderzoeksredactie van Brabantse kranten (Pim van der Hulst), De Gelderlander (Niek Opten), Tubantia (Leo van Raaij) en De Stentor (Niek Megens) werd maandenlang onderzoek gedaan naar de manier waarop (landbouw)grond wordt geregistreerd om subsidies te ontvangen. De vakjury noemde het onderzoek ‘journalistiek zoals het bedoeld is. ‘Het dataonderzoek voorziet in een leemte achtergelaten door een wegkijkende overheid’, aldus het juryrapport.

## Prijzen
- De Tegel 2023